# Grön bladspindel
Grön bladspindel (Micrommata virescens) är en spindel som tillhör familjen jättekrabbspindlar. Den är en av få jättekrabbspindlar som förekommer i Europa och den enda arten ur familjen som förekommer i Sverige.

## Kännetecken
En hane av grön bladspindel har en längd på 8-10 millimeter, medan honan är något större med en längd på 12-15 millimeter. Båda har grön framkropp och gröna ben och honan har även grön bakkropp, medan hanens bakkropp har röda och gula streck.

## Levnadssätt
Den gröna bladspindeln hittas i ört- och buskskiktet i glesa skogar och på gräs- och buskmarker. Den använder sig inte av något nät för att fånga byten, utan är en aktiv jägare. 

## Referenser

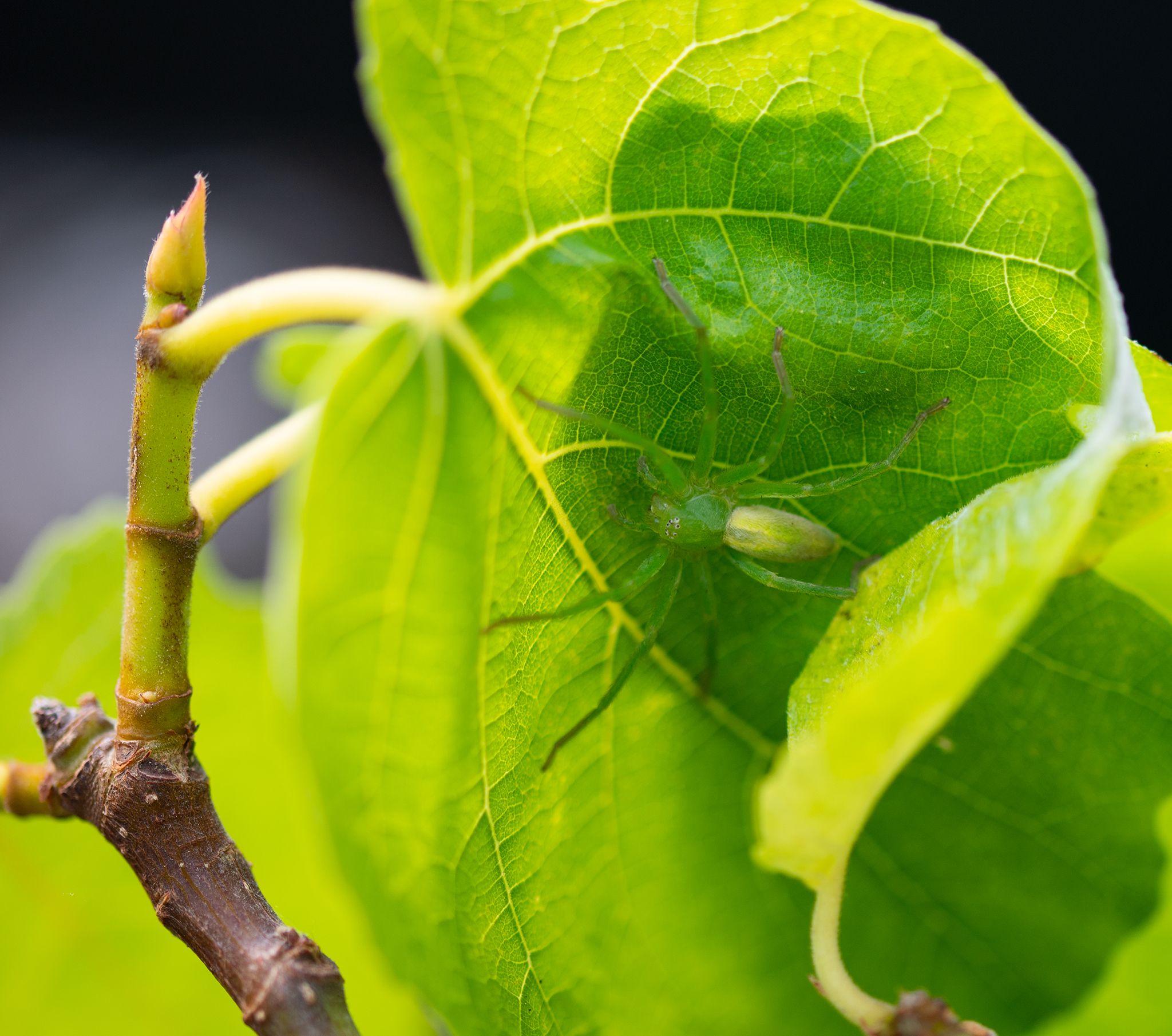